# Brighton Beach
Brighton Beach – obecnie jedna z nadoceanicznych dzielnic (neighborhood) nowojorskiego Brooklynu granicząca z Coney Island. Zamieszkała jest przez około 80 tys. mieszkańców, głównie imigrantów z Rosji.
Plaże tej dzielnicy zaliczają się do najczęściej odwiedzanych przez nowojorczyków w trakcie bardzo upalnych i wilgotnych miesięcy letnich, jakie zazwyczaj nawiedzają Nowy Jork.